# Late Hojo

Familiewapen van de Hojo, de Mitsu-uroko, of drie vis schubben

De late Hojo-clan (後北条氏, Go-Hōjō-shi) was een familie van Japanse daimyo tijdens de Sengoku-periode die vooral gebieden bezat in de regio Kanto.
De late Hojo, ook bekend als Odawara Hojo naar de locatie van hun thuisbasis (kasteel Odawara te Sagami), waren niet verwant aan de eerdere Hojo-clan.
De late Hojo stamden af van Ise Shinkuro, een hoge officier van het shogunaat, die gebieden veroverde en zijn macht vergrootte aan het begin van de 16e eeuw. Zijn zoon wilde de clan een bekende naam geven en koos voor Hojo, naar de lijn van regenten uit het Kamakura-shogunaat waartoe zijn vrouw behoorde. Hij noemde zichzelf Hojo Ujitsuna, en zijn vader, Ise Shinkuro, werd postuum hernoemd naar Hojo Soun.
Het was een invloedrijke clan die qua macht kon concurreren met de bekende Tokugawa-clan. In 1590 werden de late Hojo verslagen door Toyotomi Hideyoshi in de slag bij Odawara, waarna Hojo Ujinao en zijn vrouw Toku Hime (een dochter van Tokugawa Ieyasu) verbannen werden naar de berg Koyasan, alwaar Ujinao in 1591 overleed.
De leiders van de late Hojo-clan waren:
- Hojo Soun (1432-1519)
- Hojo Ujitsuna (1487-1541), zoon van Soun
- Hojo Ujiyasu (1515-1571), zoon van Ujitsuna
- Hojo Ujimasa (1538-1590), zoon van Ujiyasu
- Hojo Ujinao (1562-1591), zoon van Ujimasa